# DH Большой Медведицы
DH Большой Медведицы (лат. DH Ursae Majoris), HD 77234 — одиночная переменная звезда в созвездии Большой Медведицы на расстоянии приблизительно 3438 световых лет (около 1054 парсеков) от Солнца. Видимая звёздная величина звезды — от +9,44m до +9,2m.

## Характеристики
DH Большой Медведицы — красная углеродная пульсирующая медленная неправильная переменная звезда (LB:) спектрального класса C3,5J(R5) или C4,3J.